# بالیا
بالیا (به ترکی استانبولی: Balya) یک منطقهٔ مسکونی در ترکیه است که در استان بالیکسیر واقع شده‌است.